# Federico Fratini
Pour l’article homonyme, voir Fratini.
Federico Fratini (né en 1828 à Terni et mort en 1877) est un homme politique et un patriote italien du Risorgimento.

## Biographie
Federico Fratini participe, encore très jeune, en 1849 à la défense de la République romaine, et après sa chute il organise la réception de Giuseppe Garibaldi à Terni.
Le comte Fratini, chef des conspirateurs de la ville, est nommé en 1853 par Aurelio Saffi dans le rôle de « commissaire pour l'insurrection » de l'Ombrie, mais la tentative d'insurrection est écrasée.
Arrêté en 1855, il a passé environ 13 ans en prison à Spolète, Rome et Paliano.
Dans la nuit du 20 octobre 1867 il se joint à la malheureuse expédition des frères Cairoli (it) pour tenter de libérer Rome.
Après l'unification de l'Italie, il occupe le poste de conseiller municipal dans la ville de Terni.

## Source
- (it) Cet article est partiellement ou en totalité issu de l’article de Wikipédia en italien intitulé « Federico Fratini » (voir la liste des auteurs).